# Gennaro Mortati
Gennaro Mortati (Spezzano Albanese, 22 maggio 1826 – Altomonte, 1º maggio 1890) è stato un patriota e scrittore italiano di origine arbëreshë.
È stato un fervente garibaldino nella campagna del Tirolo del 1866.

## Biografia
Partecipò a tutti i moti insurrezionali che dal 1848 al 1860 scaturirono contro la casa borbonica di Napoli. Nel 1860 si arruolò nel Regio esercito sabaudo, frequentando l'Accademia militare di Modena.
Dimessosi da ufficiale nel 1863, si iscrisse all'università di Firenze ma, nel 1866, con lo scoppio della terza guerra di indipendenza contro l'Impero austro-ungarico, si arruolò volontario a Como nel Corpo Volontari Italiani di Garibaldi.
Nominato sottotenente nella 2ª compagnia del 2º Reggimento Volontari Italiani, comandata dal capitano Tommaso Marani, si coprì di gloria nella battaglia di Ponte Caffaro del 25 giugno e nella battaglia di Pieve di Ledro del 18 luglio, meritandosi a guerra finita una medaglia d'argento al Valor Militare.
Congedato, si dedicò all'insegnamento della storia e della filosofia.

## Opere
- L'assedio di Gaeta